# Hercostomus compositus
Hercostomus compositus är en tvåvingeart som beskrevs av Becker 1922. Hercostomus compositus ingår i släktet Hercostomus och familjen styltflugor. Inga underarter finns listade i Catalogue of Life.